# Xavier Lust

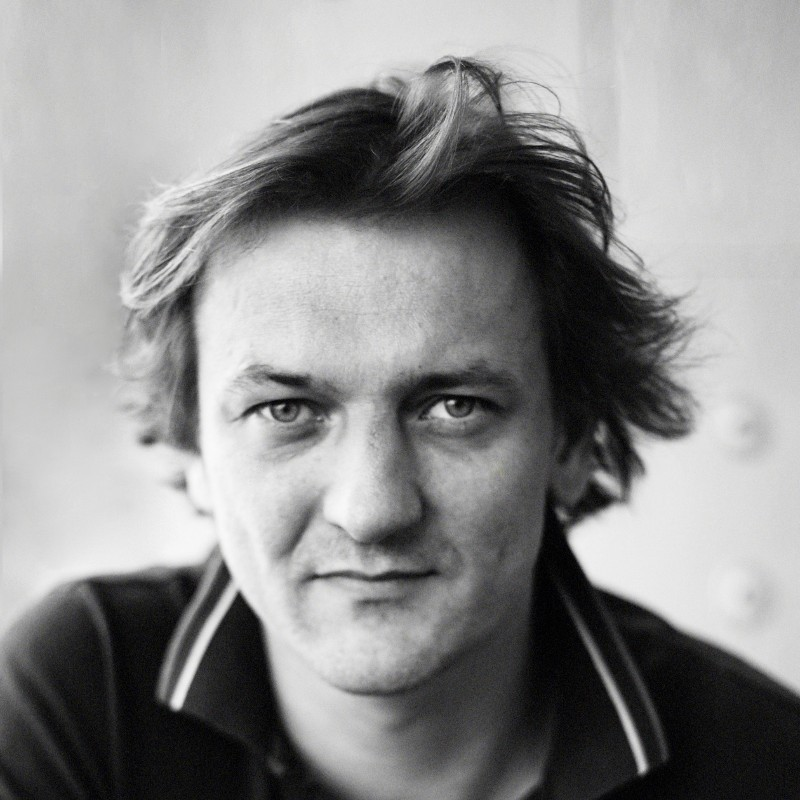
Xavier Lust

Xavier Lust (Brugge) is een Belgisch ontwerper.

## Biografie
Hij studeerde binnenhuisarchitectuur aan het Sint Lucasinstituut te Brussel waar hij afstudeerde in 1992.
Hij gebruikte veel metalen en paste een experimentele techniek toe om metalen vellen te plooien. Hij gebruikte deze techniek bij het ontwerpen van enkele meubelen zoals de stoel 4P voor MDF Italia. Hij werkte daarnaast ook voor Driade, De Padova, en Extremis.
In 2007 werd een grote tentoonstelling in Le Grand-Hornu aan hem gewijd. Lust creëerde een bank waarmee hij internationale bekendheid verwief.  Hij is te bezichtigen op de Kunstberg.

## Erkentelijkheden
- Jeugdprijs Henry Van de Velde, 2003
- Good Design Award van Chicago Athenaeum : Museum of Architecture and Design, 2004, voor de tafel PicNik.
- Bijzondere vermelding Compasso d'Oro (Industrial Desiger Award) te Milaan, 2004, voor Grande Table
- MIVB wedstrijd, 2010